# Pedro Apaolaza Ramírez
Pedro Apaolaza Ramírez (n. Moyuela, Zaragoza, el 13 de julio de 1567, m en Zaragoza el 21 de junio de 1643) fue un religioso de España.

## Biografía
Realizó todos los estudios en la Universidad de Zaragoza, recibiendo en ella los grados de Bachiller y Maestro en Artes y el de Doctor teólogo.
Obtuvo un beneficio en la Iglesia de su patria, y después las rectorías de Santa Cruz de Zaragoza y la de Torre los Negros en su Arzobispado.
En 1612 le presentó el rey para la Abadía Consistorial del Real Monasterio de San Victorián, e investido con esta dignidad, asistió en 1615 al Concilio Provincial de Zaragoza.
Fue diputado del Reino de Aragón, y predicó de repente la Cuaresma diaria del Hospital General de aquella Ciudad, en 1621, por faltar el que la tenía.
En este año tomó posesión del Obispado de Barbastro y el 18 de agosto de 1625 del de Albarracín y el 8 de agosto de 1633 elevado a Teruel, habiendo renunciado los de Mallorca, Orihuela y Lérida.
El 7 de marzo de 1635 tomó posesión del Arzobispado de Zaragoza, y como las referidas, estimaron su vigilancia pastoral, sus ejemplos y beneficencia, la que extendió a la Universidad de la misma, dotando sus Cátedras de Filosofía y aumentando las rentas a las de Teología y a su patria, fundando distribuciones para su clero, dotando tres Capellanías en aumento del culto divino, y un Magisterio de Humanidades en su escuela de San Clemente.
También costeó el Retablo mayor de su Iglesia Parroquial, y sus dos colaterales.
Renovó el retablo de Ntra. Sra. de la Blanca de La Seo en Zaragoza.
Fue devotísimo de la Santísima Virgen, y el 27 de abril de 1641 tuvo el consuelo de pronunciar sentencia declaratoria de ser milagrosa la restitución de la pierna derecha cortada en el Hospital General de Zaragoza a Miguel Juan Pellicer, natural de la Villa de Calanda, por intercesión de María Santísima de El Pilar.  Fue durante su arzobispado, el 27 de mayo de 1642, que el municipio de Zaragoza proclama patrona de la ciudad a la Virgen del Pilar.
Durante la sublevación de Cataluña, en la ciudad de Zaragoza se produjo la matanza de los valones, en la que tropas valonas al servicio del rey que iban a combatir a Cataluña cometieron desmanes y fueron atacadas por el pueblo.  Hubo bajas en ambos bandos y frente al hogar de Pedro Apaolaza gente vestida de extranjera fue ajusticiada por el pueblo.  Tuvo que buscar el equilibrio entre los contendientes, ya que al principio de los disturbios, los valones se refugiaron en el convento franciscano de Jesús.  Esto no sirvió de nada, ya que los zaragozanos entraron dentro de él y mataron a los soldados. En los conventos de la ciudad y en la Aljafería, cárcel del Santo Oficio, se salvaron más de 50 valones, siendo el número aproximado de sus muertos 80 soldados.
Murió en Zaragoza en las casas de Juan de Torres, sitas en la calle de Juan de Aragón, el 21 de junio de 1643.
Fue su cuerpo depositado en la capilla de la Seo y trasladado el 10 de noviembre de 1644 al sepulcro fabricado en la parroquial de su patria, donde se leen en un largo epitafio sus méritos y virtudes.
Hay una calle en Zaragoza con su nombre.

## Obras
- Tres oraciones panegíricas que predicó con mucha aceptación en la Ciudad de Huesca, cuando esta logró las Santas Reliquias de San Orencio, Obispo de Aix. Huesca por Juan Pérez de Valdivieso, 1612
- Constituciones Sinodales del Obispado de Barbastro en la Sínodo que allí celebró el año 1623
- Mensa Eucharística paræneticis excursionibus illustrata. Zaragoza, 1641
- Una docta y grave epístola de 16 páginas dirigida a la V. Madre Sor Maria Angela Astorch, Abadesa y demás Religiosas Capuchinas del observantísimo Convento de Santa Clara de la Ciudad de Zaragoza, en elogio de la Regla de esta Santa fundadora. Zaragoza, por Pascual Bueno, 1693

| Predecesor: Jerónimo Bautista Lanuza   | Obispo de Barbastro 1621 – 1625   | Sucesor: Alfonso de Requesens Fenollet |
| Predecesor: Jerónimo Bautista Lanuza   | Obispo de Albarracín 1625 – 1633  | Sucesor: Juan Cebrián Pedro            |
| Predecesor: Fernando de Valdés y Llano | Obispo de Teruel 1633 – 1635      | Sucesor: Juan Cebrián Pedro            |
| Predecesor: Juan Guzmán                | Arzobispo de Zaragoza 1635 – 1643 | Sucesor: Juan Cebrián Pedro            |